# Ancistrorhynchus
Ancistrorhynchus – rodzaj roślin z rodziny storczykowatych (Orchidaceae). Obejmuje 17 gatunków środkowoafrykańskich. Rośliny rosną w wilgotnych lasach tropikalnych, gdzie okres suchy jest dość krótki. 
Gatunki należące do tego rodzaju występują w: Kenii, Tanzanii, Ugandzie, Malawi, Ghanie, Wybrzeżu Kości Słoniowej, Liberii, Sierra Leone, Republice Środkowoafrykańskiej, Kongo, Gwinei Równikowej, Gabonie, Rwandzie i Zairze. 

## Systematyka
Rodzaj sklasyfikowany do podplemienia Angraecinae w plemieniu Vandeae, podrodzina epidendronowe (‘’ Epidendroideae’’), rodzina storczykowate (Orchidaceae), rząd szparagowce (Asparagales) w obrębie roślin jednoliściennych.
Wykaz gatunków
- Ancistrorhynchus akeassiae   Pérez-Vera
- Ancistrorhynchus brevifolius   Finet
- Ancistrorhynchus capitatus   (Lindl.) Summerh.
- Ancistrorhynchus cephalotes   (Rchb.f.) Summerh.
- Ancistrorhynchus clandestinus   (Lindl.) Schltr.
- Ancistrorhynchus crystalensis   P.J.Cribb & Laan
- Ancistrorhynchus laxiflorus   Mansf.
- Ancistrorhynchus metteniae  (Kraenzl.) Summerh.
- Ancistrorhynchus ovatus   Summerh.
- Ancistrorhynchus parviflorus   Summerh.
- Ancistrorhynchus paysanii   Senghas
- Ancistrorhynchus recurvus   Finet
- Ancistrorhynchus refractus   (Kraenzl.) Summerh.
- Ancistrorhynchus schumannii   (Kraenzl.) Summerh.
- Ancistrorhynchus serratus   Summerh.
- Ancistrorhynchus straussii   (Schltr.) Schltr.
- Ancistrorhynchus tenuicaulis   Summerh.